# Dolo
Il dolo consiste nella consapevole volontà rappresentativa dell'agente di realizzare gli elementi significativi di una fattispecie tipica di illecito giuridicamente sanzionato.

## Diritto penale
In diritto penale il dolo è il criterio normale di imputazione soggettiva per i delitti. Lo stabilisce l'art. 42 del codice penale italiano secondo cui nessuno può essere punito per un fatto prevedutodalla legge come delitto, se non l'ha commesso con dolo, salvi i casi di delitto preterintenzionale o colposo espressamente preveduti dalla legge.
Il dolo è richiesto come condizione per la punibilità solamente nei delitti, e non anche nelle contravvenzioni, che indifferentemente possono essere compiute con dolo o con colpa.
Inoltre, si considera il dolo la forma di colpevolezza originaria, fondamentale, più grave e maggioritaria. Originaria perché è quella sviluppata più anticamente (il concetto di colpa è di formulazione più tarda), fondamentale perché è quella considerata la vera forma di volontà colpevole, più grave perché è quella in cui vi è più stretta correlazione tra la volontà e il fatto materiale tipico e quindi una maggiore intensità criminosa, maggioritaria perché la maggior parte dei reati è dolosa.

### Nozione codicistica
Il dolo è definito nell'ordinamento penale italiano dall'art. 43 del codice penale italiano: "Il delitto è doloso o secondo l'intenzione, quando l'evento dannoso o pericoloso, che è il risultato dell'azione od omissione e da cui la legge fa dipendere l'esistenza del delitto, è dall'agente preveduto e voluto come conseguenza della propria azione od omissione".
Tale definizione postula dunque due elementi strutturali fondamentali ai fini della presenza o meno del dolo: la rappresentazione e la volontà e rappresenta un compromesso tra le due teorie principali che si contendevano il campo al tempo dell'emanazione del codice penale, la teoria della rappresentazione e la teoria della volontà:
- La teoria della rappresentazione concepiva la volontà e la rappresentazione quali fenomeni psichici distinti: in particolare ritenevano i suoi sostenitori che la volontà aveva ad oggetto solo il movimento corporeo dell'uomo; mentre le modificazioni del mondo esterno provocate dalla condotta si riteneva potessero costituire solo oggetto di previsione mentale.[6]
- La teoria della volontà privilegiava invece l'elemento volitivo del dolo nel convincimento che potessero costituire oggetto di volontà anche i risultati della condotta: i suoi sostenitori consideravano la previsione o rappresentazione un mero presupposto della volontà.[7]

Il codice penale ha invece raggiunto un compromesso tra le due teorie dando pari dignità ai due elementi, quello cognitivo della rappresentazione e quello volitivo della volontà.

### Le diverse forme del dolo
Sulla base del diverso atteggiarsi e combinarsi tra loro di questi due elementi, la dottrina ha enucleato distinte forme di manifestazione del dolo di seguito descritte.
- Il dolo intenzionale (o diretto di primo grado in Germania),[10] più approfonditamente, ricorre quando il soggetto mira a realizzare, con la sua azione od omissione, l'evento tipicizzato nella norma penale (nei reati di evento) o la condotta criminosa (nei reati di condotta), nello specifico "quel risultato". Esso si configura come conseguenza di un evento cagionato quale il risultato di quello voluto e rappresentato dall'autore del reato. Ad esempio un soggetto esplode alcuni colpi di pistola all'indirizzo di un altro individuo al fine di provocarne la morte. La realizzazione del fatto illecito è causa della condotta, ne costituisce la finalità obiettiva. In questa forma di dolo assume un ruolo dominante la volontà.
- Il dolo indiretto o indeterminato (o di secondo grado in Germania)[10] ricorre quando l'evento non è l'obiettivo dell'azione od omissione dell'autore del reato, il quale tuttavia prevede l'evento come presupposto necessario (il caso "di scuola" è quello di A che intende rapire il politico B, e, per farlo, deve uccidere gli uomini della scorta: l'uccisione degli uomini della scorta, pur non essendo l'evento voluto, è un presupposto necessario per l'evento voluto, cioè il rapimento di B) o come conseguenza certa (in dottrina si fa l'esempio di un armatore che provochi l'incendio di una delle sue navi al fine di ottenere il risarcimento dell'assicurazione, pur sapendo che dalla sua condotta discenderà come conseguenza certa o altamente probabile la morte dell'equipaggio) della sua condotta, e lo accetta come strumento per perseguire un fine ulteriore. Trova corrispondenza nel diritto francese: "Il dolo è indeterminato, invece, quando l'agente non ha inteso il reato in modo preciso né per quanto riguarda la gravità del risultato né per l'identità della vittima."[11]
- Nel dolo diretto (o determinato) il soggetto conosce tutti gli elementi che integrano la fattispecie di reato e prevede come sicuro o altamente probabile che la sua condotta porterà a integrarli. In questa forma di dolo assume un ruolo dominante la previsione. Ad esempio colui che lancia un sasso dal ponte di un'autostrada vuole colpire una macchina a caso, non importa quale (dolo diretto). Colui che lancia dal medesimo ponte un sasso vuole colpire una macchina in particolare, cioè quella e solo quella (dolo intenzionale). Anche qui c'è una corrispondenza nel sistema francese: "Il dolo si determina quando l'agente ha voluto in un determinato modo commettere un determinato crimine o delitto (uccidere o rubare) e contro una determinata persona. Lo è anche quando l'agente voleva il risultato, ma non conosceva l'identità della vittima, perché l'accertamento del dolo dipende innanzitutto dall'entità della volontà in relazione all'esito del reato. Pertanto, qualcuno che colpisce intenzionalmente può causare alla vittima dolore temporaneo, contusioni, incapacità temporanea, incapacità permanente (perdita di un occhio, uso di un arto) o addirittura la morte. L'autore di questi colpi sarà punito secondo la gravità del risultato prodotto, ma che non ha proprio voluto (dolus indeterminatus determinatur eventu)? Questa è la soluzione stabilita per aggressione intenzionale e percosse dagli articoli 222-7, 222-9, 222-11 e R. 625-1 del Codice penale, e per incendio doloso dagli articoli 322-9 e 322-10 del Codice penale. In generale, la pena è proporzionata alla gravità del danno subito dalla vittima. Allo stesso modo, quando l'indeterminazione riguarda l'identità della vittima, la legge ritiene che l'agente avesse l'intenzione di creare un pericolo per le persone che saranno le vittime (Codice Penale, 322-6); si assimila ancora il dolo indeterminato al dolo determinato, perché si volevano produrre risultati dannosi. La soluzione è stata talvolta criticata, perché l'indeterminatezza non riguarda l'intenzione, ma l'oggetto dell'intenzione."[11]
- Il dolo eventuale è una manifestazione di volontà illecita in cui l'agente pur di realizzare un determinato risultato, accetta che le conseguenze della sua condotta possano produrre (anche) un (altro e) diverso illecito non direttamente perseguito.[12] Proprio l'elemento dell'accettazione del rischio lo distingue dalla colpa cosciente: in quest'ultima l'autore del reato prevede sì l'evento, ma esclude (erroneamente) che questo si possa realizzare, tanto che, se avesse compreso che l'evento in questione sarebbe venuto in essere, non avrebbe agito (un esempio è dato da Tizio che guida l'automobile a tutta velocità e si rappresenta la possibilità di incidente, ma continua a correre fiducioso nella sua abilità di guidatore e convinto che ciò non si verificherà).[13] Il dolo eventuale trova corrispondenza nel diritto penale tedesco (c.d. "rischio non schermato"), olandese (il soggetto agente si espone "scientemente al rischio considerevole che un risultato" si produa: v. Cort. Cass. Olandese del 29/5/01 NJ. con nota di De Jong)[10] e francese: "risponde alla situazione in cui, senza averlo voluto, il danno è stato causato da un comportamento pericoloso, commesso intenzionalmente. L'autore sapeva che stava correndo un rischio. Oggi ritroviamo questa nozione nella colpa di imprudenza o negligenza o nella colpa di messa in pericolo deliberata (Cass, crim., 19 dic. 1994, Boll. crim., nº420)."[14]
- Il dolo alternativo non è un'altra forma di dolo: ma riflette solo "situazioni in cui il soggetto agendo con dolo diretto o eventuale, si rappresenta come conseguenza del suo agire più eventi tra loro incompatibili":[12] certo nel caso del dolo diretto; possibile nel caso del dolo eventuale. Ad esempio Tizio spara a Caio volendo ferirlo (dolo diretto) accettando la possibilità di ucciderlo (dolo eventuale): Tizio si rappresenta come conseguenza della sua azione più eventi tra loro incompatibili.
- Il dolo generale si ha quando il soggetto mira a realizzare un evento tramite una prima azione, ma che realizza solo dopo una seconda azione, animata da una intenzione differente. Es. esiste dolo generale di omicidio nella circostanza in cui si avvelena al fine di uccidere (ma non si uccide) e si impicca la vittima al fine di simulare un suicidio, e solo in quel momento si uccide. E trova un suo corrispondente nel diritto penale francese ("Il dolo generale consiste secondo E. Garçon 'nel voler compiere un atto che si sa vietato dalla legge.'")[11]   e in quelli di lingua spagnola[15]
- Il dolo generico corrisponde alla nozione tipica del dolo e consiste nel realizzare tutti gli elementi del fatto tipico, sua caratteristica è la corrispondenza tra ideazione e realizzazione. Ad esempio nell'omicidio doloso, il soggetto autore del reato vuole ed ottiene la morte di un altro uomo e non hanno rilevanza (se non per come aggravanti o attenuanti) le motivazioni che lo hanno spinto a tale atto.
- Il dolo specifico consiste in una finalità ulteriore che l'autore del reato deve prendere di mira per integrare il reato e che accompagna tutti gli elementi del fatto tipico ma che non è necessario si realizzi effettivamente per aversi il reato. Ad esempio, nel furto la finalità dell'autore è quella di arricchirsi, ma il reato si consumerà anche se tale fine non verrà raggiunto ma solo con l'appropriazione della cosa altrui.  E anche nel diritto francese  "Talvolta la legge subordina l'esistenza del reato ad una volontà penale più precisa che prende il nome di dolo speciale o dolo specifico». Così, oltre alla volontà consapevole di violare la legge penale, si richiede, inoltre, o l'intenzione di cagionare la morte per ogni attentato volontario alla vita altrui, compreso l'avvelenamento (Codice penale, art. 221-1, 221-5)", ovvero la volontà di appropriazione di cose altrui (nel caso di furto ad es., Codice penale, art. 311-1), o volontà di arrecare danno individuale o sociale (nel caso di falso documentale, Codice penale, artt. 311-1 e 441-1)."[11]
- Il Dolo di danno "consiste nella volontà di realizzare un fatto che provoca la completa lesione dell'interesse protetto".[12]
- Il Dolo di pericolo si manifesta "nella volontà di provocare la semplice esposizione a pericolo del bene" giuridicamente protetto.[12]
- Il Dolo aggravato si ha quando la legge tiene conto delle motivazioni della condotta:  in disparte il principio di indifferenza dei motivi nel diritto penale,  eccezionalmente la legge può prendere in considerazione i motivi immediati come aggravante del reato (motivi terroristici o razzisti), oppure allorché li stabilisca come cause di irresponsabilità (legittima difesa), o infine se intesi come elementi costitutivi del reato.[14]
- Il dolo oltrepassato[16] (o preterintenzione)[17] riguarda il caso in cui il risultato effettivamente ottenuto eccede quello che l'autore intendeva provocare (Cass. crim., 5 feb. 1979, Boll. crim., nº49).[18]
- Il dolo d'impeto "si ha quando il reato è il frutto di una decisione improvvisa e prontamente eseguita".[19]
- Il dolo di proposito si connota per un notevole lasso di tempo tra l'ideazione del reato e la concreta attuazione dello stesso (esempio tipico: la premeditazione).[19]
- Il dolo antecedente, concomitante e sopravvenuto: è una tripartizione del dolo rilevante nello stabilire quando il soggetto ha "preveduto ed ha voluto l'evento dannoso e pericoloso ed ha posto in essere il fatto tipico, come chiaramente previsto dall'art. 43 c.p."[19] È una tripartizione distintiva processualmente decisiva: prova del reato "ovvero per la valutazione agli effetti della pena, desunta dalla condotta susseguente al reato (art. 133 c.p.)."[19]

### Cause di esclusione del dolo
L'errore di fatto "esclude sempre il dolo e la sussistenza di un delitto doloso. L'errore sul precetto, viceversa non rileva a beneficio del reo, dal momento che si risolve in una ignoranza della legge penale che, in base all'art. 5 c.p., non scusa. Solo se si tratti di ignoranza c.d. inevitabile (il che ricorre assai raramente), essa porterà alla esclusione (non del dolo ma) della colpevolezza. Quale il motivo della differenza fra le discipline dell'errore sul fatto e dell'errore sul precetto? L'errore sul fatto non manifesta alcuna volontà di lesione dei beni giuridici che le leggi dello Stato mirano a proteggere. Esso deriva piuttosto da una falsa rappresentazione della realtà, che induce il soggetto, in definitiva, a fare qualcosa che non avrebbe mai fatto. L'errore sul precetto, viceversa, evidenzia che il soggetto, volendo realizzare esattamente il fatto che ha realizzato, vuole per ciò stesso anche ledere quel bene giuridico che la norma mira a proteggere; solo che, non rendendosi conto dell'importanza di quel bene giuridico, non percepisce l'illiceità del suo comportamento."                                       L'errore sul fatto esclude il dolo, poiché il dolo è una rappresentazione e volontà di tutti gli elementi essenziali del reato: "se il soggetto si rappresenta falsamente o ignora uno di questi elementi, tale falsa rappresentazione o ignoranza escluderà ipso facto il dolo.  Diversamente avviene, ad esempio, nel caso di Tizio che, volendo uccidere il suo peggior nemico Caio, uccide viceversa per l'oscurità, al suo posto, suo fratello Sempronio. Qui, l'errore è irrilevante, dal momento che la fattispecie dell'omicidio punisce il cagionare la morte di un uomo, ed anche Caio è un uomo). L'errore può essere incolpevole o può essere determinato da colpa. Un esempio di errore colposo può ricavarsi dallo stesso menzionato caso di Tizio che nella battuta di caccia scambia Caio per un fagiano. Qui, non ci sarà colpa se Caio – compagno di caccia – imprudentemente e all'insaputa di Tizio, e al crepuscolo, si va a nascondere tra le frasche dove abitualmente si rifugiano i fagiani; l'errore sarebbe viceversa sicuramente colposo nel caso in cui Tizio sparasse a Caio, scambiandolo per un fagiano, ma solo per la precipitazione dovuta alla 'foga venatoria': Caio infatti si trovava in piedi in un luogo abitualmente frequentato dalla selvaggina, sicché un cacciatore avveduti non sarebbe certamente incorso nel tragico errore. Se l'errore dovuto a colpa esclude il dolo, lascia sussistere però una responsabilità colposa "solo se un delitto è previsto anche, dalla legge, nella forma di realizzazione colposa, l'errore colposo porterà alla punibilita' del soggetto (il cacciatore che in base ad un errore dovuto a colpa uccide il compagno Caio, non risponderà di omicidi doloso, ma risponderà della fattispecie di omicidio colposo pre vista dalla legge [art. 589 c.p.]). Viceversa, se Tizio si impossessasse per distrazione (e dunque per colpa) del cappotto altrui scambiandolo per il proprio, non vi sarebbe punibilità alcuna visto che il furto (art. 624 c.p.) è delitto previsto unicamente nella forma dolosa."

## Diritto civile
Nel diritto civile delle obbligazioni il dolo è uno dei vizi del consenso, e (rievocandosi il portato normativo dell'articolo 640 c.p.) si risolve in un "raggiro che sia tale da alterare la volontà negoziale della vittima, comportando una lesione della sua libertà di contrarre". Mentre nella responsabilità extracontrattuale, attingendosi storicamente agli articoli 42 e 43 del codice penale, "il dolo è costituito dalla previsione e volizione dell'evento, nelle sue diverse gradazioni (dolo intenzionale, diretto ed eventuale)."

### Dolo contrattuale
Nel diritto negoziale "il dolo è qualsiasi forma di raggiro che altera la volontà contrattuale della vittima. Il dolo è causa di annullabilità del contratto quando è determinante nel consenso, cioè quando il raggiro induce il soggetto a stipulare un contratto che altrimenti non avrebbe stipulato. Si parla in tal caso di dolo vizio (c.d. causam dans). Il dolo vizio si distingue rispetto al dolo incidente (c.d. incidens), quale raggiro che non è determinante del consenso ma incide sul contenuto del contratto (il contraente avrebbe egualmente concluso il contratto ma a condizioni diverse). Il dolo incidente non dà luogo all'annullamento del contratto ma solo al risarcimento del danno. Il raggiro può essere consumato con tutti i mezzi utili e quindi anche con la menzogna, la quale integra la fattispecie dolosa se risulta idonea ad influire sul consenso. Anche il silenzio e la reticenza possono integrare il dolo (c.d. dolo omissivo). Il semplice aggiramento inerte è di per sé inidoneo a trarre in inganno, ma il silenzio tenuto in una data circostanza può inserirsi in un complesso comportamento adeguatamente preordinato all'inganno. Il dolo può trarre in inganno anche sui motivi del contratto. Il dolo posto in essere da un terzo è causa di annullabilità del contratto quando esso era noto al contraente che ne ha tratto vantaggio (art. 1439 c.c.). Tradizionalmente è esclusa l'annullabilità del contratto in presenza di dolo lecito, comunemente chiamato dolus bonus, ossia della millantata esaltazione di un bene o di un servizio. La irrilevanza del dolus bonus può giustificarsi in ciò, che la normale inidoneità di tale pratica a trarre in inganno il cliente vale a far presumere che questi in concreto non sia stato tratto in inganno. L'esaltazione millantata dei beni e servizi dell'impresa è tollerata anche nella pubblicità commerciale. Il limite è tuttavia superato quando si attribuiscono alla cosa o al servizio specifiche qualità o risultati non rispondenti al vero. La pubblicità deve allora considerarsi menzognera, e fonte di responsabilità extracontrattuale. Una disciplina speciale è poi riservata alle pratiche commerciali aggressive (art. 24 e s. cod. cons.)". Il dolo del negozio giuridico trova corrispondenza anchr nel diritto francese: e "consiste nell'ingannare consapevolmente il contraente al fine di ottenere il suo consenso alla conclusione del contratto. Questo comportamento è di per sé illecito e potrebbe costituire un illecito civile. Il Codice civile non ha ripreso questo concetto di frode dal diritto romano. Essa è interessata unicamente all'alterazione del consenso del contraente che risulta da tale comportamento. Il suo autore cerca di creare una falsa rappresentazione della realtà nella mente del suo partner. In altre parole intende provocare un errore decisivo nel consenso dell'altro. Perché allora stabilire un vizio distinto dall'errore visto che questo è frutto di un comportamento disonesto? La risposta è che l'errore contenuto nell'art. 1130 C. civ. è spontaneo, mentre quello che nasce dalla frode è provocato." Così come nei sistemi di lingua spagnola, Secondo Rojo Ajuria: "Nel nostro Codice Civile il dolo è disciplinato nel Libro IV. Titolo II, Capo II, Sezione Prima, "Sul consenso", e nel Capo VI, "Sulla nullità dei contratti". Pertanto, e in questo il nostro Codice non si differenzia dagli altri, il dolo rientra nei cosiddetti vizi del consenso, ed è a sua volta una delle cause che determinano l'annullabilità del contratto. Tuttavia, questa semplice lettura dei codici ha generato notevoli resistenze. Il motivo è evidente, poiché il dolo è un vizio del consenso che, a differenza dell'errore, è sempre causato da una condotta illecita. Se si tiene conto, inoltre, che le categorie di vizio di volontà e di annullabilità sono piuttosto tipiche della codificazione, ma che, per ovvie ragioni storiche, tutti gli ordinamenti giuridici che non siano assolutamente formalisti hanno sanzionato in qualche modo il dolo nella formazione ed appare plausibile un approccio al dolo che dia priorità alla sanzione, ovvero alla responsabilità derivante dalla condotta del contraente doloso".

### Dolo extracontrattuale
Nell'illecito extracontrattuale il dolo è uno dei modi di imputazione soggettiva della condotta (equivalente rispetto alla colpa per il configurarsi dell'illecito civile: l'art. 2043 c.c. parla difatti di "Qualunque fatto doloso o colposo..."); esso "può definirsi precisamente come l'intenzionalita' del fatto illecito". E i requisiti sono: a) la volontà di commettere il fatto, b) la consapevolezza del danno che ne deriverà o l'accettazione del rischio del danno che ne potrebbe derivare (dolo eventuale), c) la coscienza che detto danno previsto è ingiusto per la vittima.
Il dolo della responsabilità aquiliana si distingue da quello negoziale: nel primo caso è un requisito psicologico dell'illecito extracontrattuale, mentre nel secondo è una "tipica e autonoma fattispecie di illecito – il raggiro – che può rilevare come vizio della volontà contrattuale ed esso stesso come fatto illecito produttivo di un danno ingiusto (la lesione della libertà negoziale)."

## Testi normativi di riferimento
- Codice penale
- Codice civile